# بورتغاليتي

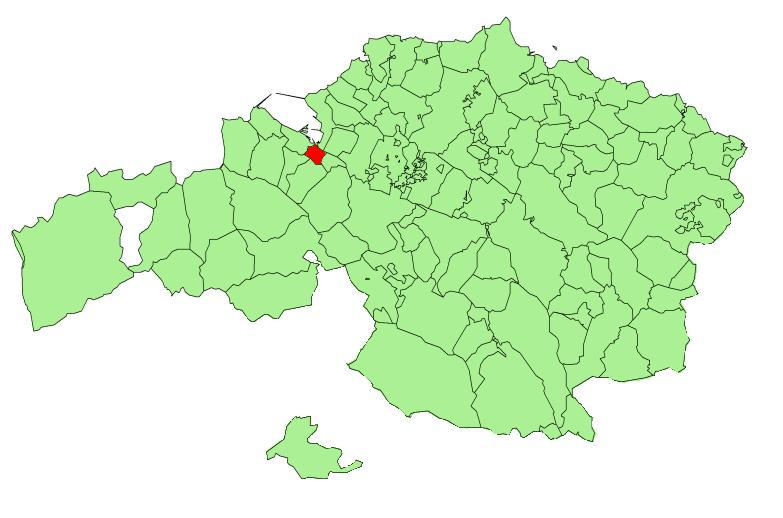
موقع البلدية

بلدية بورتغاليتي (بالإسبانية: Portugalete)‏ هي بلدية تقع في مقاطعة بيسكاي, التي تقع في منطقة الباسك شمالي إسبانيا.

## أعلام
- آنا بلانكو
- خوسيه ماريا مينديبل
- خوسيه فيليكس غيريرو
- أوزيبيو ريوس
- جولين غيريرو

## وصلات خارجية
- (بالإسبانية)